# Sahak Karapetian
Sahak Karapetian (orm. Սահակ Կարապետյան, ur. 29 maja 1906 w Armawirze, zm. 6 grudnia 1987) – radziecki i armeński biolog i polityk, przewodniczący Rady Ministrów Armeńskiej SRR w latach 1947–1952.

## Życiorys
W 1933 ukończył Instytut Weterynaryjny w Erywaniu. W latach 1940–1944 zastępca kierownika wydziału KC Komunistycznej Partii (bolszewików) Armenii, od 1943 członek Akademii Nauk Armeńskiej SRR, w latach 1944–1947 minister spraw zagranicznych i zastępca przewodniczącego Rady Ministrów Armeńskiej SRR. Od 29 marca 1947 do 20 listopada 1952 przewodniczący Rady Ministrów Armeńskiej SRR. Deputowany do Rady Najwyższej ZSRR i do Rady Najwyższej Armeńskiej SRR 2 kadencji. Od 1961 doktor nauk biologicznych, od 1962 profesor, w latach 1964–1981 kierownik katedry w Armeńskim Instytucie Pedagogicznym im. Chaczatura Abowiana. Członek Międzynarodowego Stowarzyszenia Nauk Fizjologicznych i innych towarzystw naukowych. Pochowany w Erywaniu.

## Odznaczenia i nagrody
- Order Czerwonego Sztandaru Pracy
- Order Wojny Ojczyźnianej I klasy
- Order „Znak Honoru”
- Order Przyjaźni Narodów
- Tytuł „Zasłużony Działacz Naukowy Armeńskiej SRR” (1964)